# Дельбанко, Эндрю
Эндрю Дельбанко (Andrew Delbanco; род. 20 февраля 1952) — американский учёный, публичный интеллектуал. Доктор философии, профессор Колумбийского университета, где преподаёт с 1985 года; член Американского философского общества (2013).
Удостоен Национальной гуманитарной медали США (2011), чтец Джефферсонской лекции (2022).
С 2018 года президент Teagle Foundation, член его совета директоров с 2009 года. Назывался America’s Best Social Critic журналом «Тайм» в 2001 году.
Также отмечен J. Anthony Lukas Prize (2019).
В Гарварде получил степени бакалавра, магистра и доктора философии. С 1985 года преподаёт в Колумбийском университете, ныне именной профессор (Alexander Hamilton Professor of American Studies, прежде Julian Clarence Levi Professor in the Humanities). Член Американской академии искусств и наук (2001). Отмечен Great Teacher Award от Society of Columbia Graduates (2006).
Его эссе регулярно публикуются на страницах The New York Review of Books, New Republic, New York Times Magazine.
Его работы переводились на немецкий, испанский, корейский, иврит, русский и китайский языки.
Автор многих книг, в частности College: What it Was, Is, and Should Be (Princeton University Press, 2012), The Abolitionist Imagination (Harvard University Press, 2012), Melville: His World and Work (2005), The Death of Satan (1995), Required Reading: Why Our American Classics Matter Now (1997), The Real American Dream (1999), The Puritan Ordeal (1989).
Редактор Writing New England (2001), The Portable Abraham Lincoln (1992, 2009), The Puritans in America (1985).